# Andrzej Łaganowski
Andrzej Maria Łaganowski (ur. 24 września 1947 w Gębicach) – polski urzędnik państwowy i dyplomata, w latach 1993–1994 podsekretarz stanu w Ministerstwie Współpracy Gospodarczej z Zagranicą.

## Życiorys
Syn Kazimierza. Absolwent Wydziału Handlu Zagranicznego Szkoły Głównej Planowania i Statystyki. W 1975 zarejestrowany jako tajny współpracownik o pseudonimie „Rumak” przez Zarząd II Sztabu Generalnego Wojska Polskiego.
Od 1992 do 1993 pełnił funkcję dyrektora generalnego Ministerstwa Współpracy Gospodarczej z Zagranicą, następnie od 17 czerwca 1993 do 18 stycznia 1994 podsekretarza stanu w tym resorcie. Później zajmował stanowisko radcy handlowego ambasady RP w Waszyngtonie. Następnie związany z Ministerstwem Nauki i Informatyzacji, gdzie był kolejno radcą ministra oraz wiceszefem i szefem Departamentu Badań na Rzecz Gospodarki. Zajmował stanowisko dyrektora Biura Administracyjno-Gospodarczego w Ministerstwie Budownictwa.